# Royal Salute
Der Royal Salute (dt.: Salut für den König/die Königin) ist eine besondere musikalische Ehrerweisung des britischen Militärs für den britischen Souverän bei feierlichen Anlässen. International bekannt wurde der Royal Salute aufgrund seiner Verwendung bei der alljährlichen Geburtstagsparade "Trooping the Colour".
Der Royal Salute besteht aus einer Kurzform der britischen Nationalhymne und wird bei der Ankunft des Souveräns am Schauplatz der Feierlichkeit erwiesen. Dabei haben einzelne Soldaten den militärischen Gruß zu erweisen, in Formation unter Waffen angetretene Truppenteile bzw. Ehrenposten stehen unter präsentiertem Gewehr. 
Das Kommando dazu lautet: Royal Salute – Present Arms! (Royal Salute – Präsentiert das Gewehr!)
Neben dem britischen Monarchen selbst wird der Royal Salute auch folgenden Mitgliedern der Königlichen Familie erwiesen:
- der Königin (als Gemahlin eines Königs)
- den verwitweten Ehefrauen früherer Monarchen
- den Generalgouverneuren als Vertretern des Königs in denjenigen Mitgliedsländern des Commonwealth of Nations, in denen der britische Monarch Staatsoberhaupt ist.

International gibt es vergleichbare musikalische Traditionen; so werden beispielsweise der US-Präsident mit dem zeremoniellen Marsch "Hail to the Chief" oder der bayerische Ministerpräsident mit dem "Bayerischen Defiliermarsch" begrüßt. 